# Perito ottico
Il perito ottico è una figura professionale specializzata nelle discipline tecniche e di laboratorio connesse all'industria ottica.
Il percorso di studi, sviluppato nell'ambito dell'ordinamento scolastico italiano vigente sino alla riforma scolastica Gelmini con le successive equipollenze, si articolava in un biennio comune e un triennio di specializzazione. Il corso di studi è confluito nell'Istituto tecnico a indirizzo servizi socio-sanitari.

## Profilo professionale
Il corso di perito industriale per l'industria ottica fornisce nozioni per operare nei seguenti settori: produzione e lavorazione del vetro di ottica; progettazione, calcolo e disegno di strumenti ottici di ogni tipo; fotografia scientifica e industriale; tecnica della illuminazione e fotometria in genere; montaggio, collaudo e uso pratico degli strumenti ottici di osservazione, di misura e di controllo per industrie; laboratori di ricerche e di oculistica; attività tecnico commerciali nelle industrie del ramo.
Il perito deve pertanto possedere una buona cultura generale e conoscenze teoriche e pratiche sugli strumenti ottici e sulla tecnologia del vetro, nonché nozioni di meccanica, di elettrotecnica, di fisica e chimica applicata.
Il perito industriale per l'industria ottica può esercitare la professione libera, nei limiti consentiti dalle norme, e può anche assumere la funzione di insegnante tecnico-pratico nei laboratori e nei reparti di lavorazione delle scuole e degli istituti di istruzione tecnica e professionale e nei corsi per lavoratori dell'industria. Per il raggiungimento della preparazione necessaria all'esercizio delle attività professionali sopra indicate, il piano degli studi è stato formulato in modo da distribuire orari e programmi relativi alle particolari materie della specializzazione.

## Materie

### III anno
Religione o attività alternative, Lingua e lettere italiane, Storia, Complementi tecnici di lingua straniera, Matematica, Chimica, Fisica applicata, Ottica, Meccanica e tecnologia, Disegno tecnico, Esercitazioni nei reparti di lavorazione, Educazione fisica.

### IV anno
Religione o attività alternative, Lingua e lettere italiane, Storia, Matematica, Elettrotecnica, Ottica, Strumenti ottici, tecnologia del vetro e laboratorio, Meccanica e tecnologia, Disegno tecnico, Esercitazioni nei reparti di lavorazione, Educazione fisica.

### V anno
Religione o attività alternative, Lingua e lettere italiane, Storia, Elementi di diritto e di economia, Ottica, Strumenti ottici, tecnologia del vetro e laboratorio, Disegno tecnico, Esercitazioni nei reparti di lavorazione, Educazione fisica.